# Renutet
Renutet („Die Nährende“) bezeichnete im ägyptischen Kalender die beginnende Erntezeit und den ersten Monat der Schemu-Periode als „nährenden Monat“. Von der prädynastischen Zeit bis zum Ende des Mittleren Reiches repräsentierte Renutet als ursprünglich neunter Monat des Sothis-Kalenders die Zeitspanne von Anfang Februar bis Anfang März.

## Geschichte
Alan Gardiner wie auch Richard Anthony Parker vermuten, dass Renutet im Laufe der Kalendergeschichte die Jahresform wechselte, weshalb sich Renutet spätestens ab dem Neuen Reich auf den achten Monat verschob. 
Im Ebers-Kalender um 1517 v. Chr. lag Renutet auf dem dritten Peret-Monat und datierte vom 14. Februar bis 15. März (Elephantine) beziehungsweise vom 19. Februar bis 20. März (Memphis).  

## Bedeutung
Renutet beziehungsweise Renenutet galt als „Herrin der Scheune“, „Herrin des Fruchtlandes“ und „Herrin des Erntesegens“. Während der Ernte brachten die Ägypter ihr Opfer dar. Stelen in Kornspeichern und an Feldrändern belegen diesen Kult. Das Renenutet-Fest wurde später am 27. Pharmouthi, dem „Tag der Messung der Gerste“, gefeiert; im thebanischen Kalender am 1.Pachon. Weiter ist sie in ihrer Funktion als Fruchtbarkeitsgöttin auch für das „Hervorkommen des Flachses“ belegt. Daher galt sie auch als „Herrin der Gewänder“ und „Vorsteherin des Kleidergemachs im Tempel“, da die Götter in ein „Gewand der Renenutet“ gekleidet wurden. Die Erntezeit der Gerste ist in den Aufzeichnungen des Sonnenheiligtums von Niuserre für die Monate Februar und März angesetzt.

## Namensänderung
Der Name des ersten Schemu-Monats änderte sich später in Pachon.